# Sumé (ort)
Sumé är en ort i Brasilien.   Den ligger i kommunen Sumé och delstaten Paraíba, i den östra delen av landet, 1 500 km nordost om huvudstaden Brasília. Sumé ligger 518 meter över havet och antalet invånare är 10 440.
Terrängen runt Sumé är huvudsakligen platt. Sumé ligger nere i en dal. Runt Sumé är det glesbefolkat, med 18 invånare per kvadratkilometer.. Det finns inga andra samhällen i närheten.
Omgivningarna runt Sumé är huvudsakligen savann.